# Casa Barth

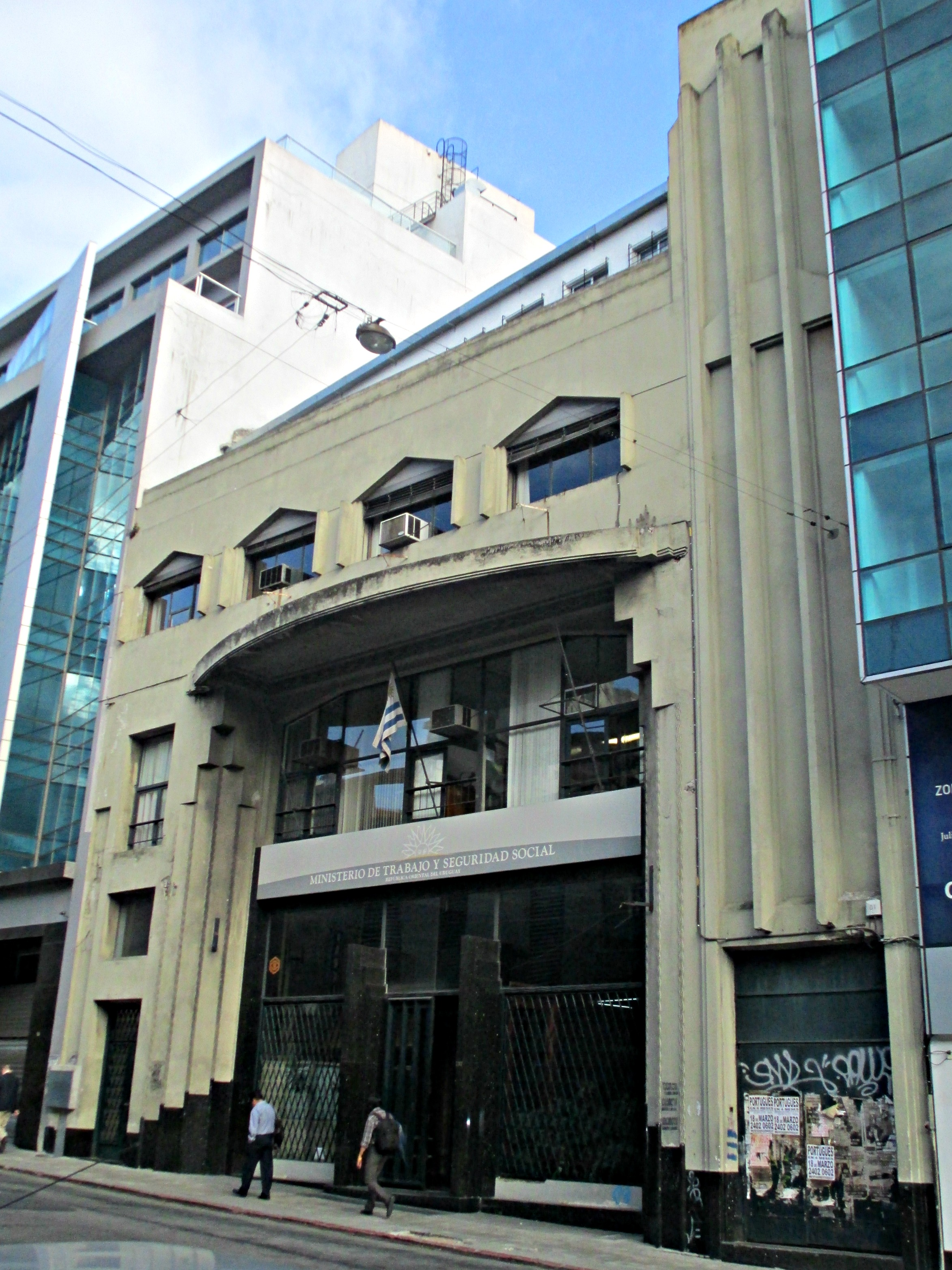
Casa Barth

Das Casa Barth ist ein Bauwerk in der uruguayischen Landeshauptstadt Montevideo.
Das in den Jahren 1925 bis 1927 errichtete Gebäude befindet sich in der Ciudad Vieja an der Calle 25 de Mayo 737 zwischen den Straßen Ciudadela und Juncal. Das Gebäude entstand aufgrund des Entwurfs des Architekten Carlos A. Surraco und des Ingenieurs L. Topolansky. Während es ursprünglich als Geschäftshaus konzipiert wurde, beherbergt es mittlerweile Büros. Im Casa Barth befindet sich der Sitz der Dirección Nacional de Comercio y Defensa del Consumidor.